# زغبي السداة
زغبي السداة (الاسم العلمي: Ptilostemon)، جنس نباتات يتبع قبيلة الشوكاوية ضمن فصيلة النجمية.
الأنواع
- Ptilostemon ×grandei
- Ptilostemon abylensis - المغرب
- Ptilostemon afer - تركيا، البلقان
- Ptilostemon casabonae - فرنسا، إيطاليا
- Ptilostemon chamaepeuce - شرق البحر الأبيض المتوسط[6]
- Ptilostemon diacantha - تركيا، سوريا، لبنان
- Ptilostemon dyricola - المغرب
- Ptilostemon echinocephalus - القرم، تركيا، جورجيا
- Ptilostemon gnaphaloides - فرنسا، إيطاليا، اليونان، تركيا، ليبيا
- Ptilostemon greuteri Raimondo, F. M. & Domina, G. - صقلية[7]
- Ptilostemon hispanicus - إسبانيا
- Ptilostemon leptophyllus - المغرب
- Ptilostemon niveus - إيطاليا
- Ptilostemon rhiphaeus - المغرب، الجزائر
- Ptilostemon stellatus - فرنسا، إيطاليا، اليونان، ألبانيا، كرواتيا، الجبل الأسود
- Ptilostemon strictus - إيطاليا، اليونان، البلقان
- Ptilostemon tauricola - تركيا

## روابط خارجية
- Pink, A. (2004). Gardening for the Million. مشروع غوتنبرغ. مؤرشف من الأصل في 2023-08-05.